# Muhammad asz-Szajch Bijad Allah
Muhammad asz-Szajch Bijad Allah, Mohamed Cheikh Biadillah (arab. محمد الشيخ بيد الله, ur. 1949 w As-Samarze) – marokański lekarz i polityk, od 2009 do 2015 przewodniczący Zgromadzenia Radców, izby wyższej parlamentu Maroka. 

## Życiorys
Jest absolwentem studiów lekarskich w Casablance, specjalistą w zakresie gastroenterologii. W latach 1977 i 1984 był wybierany do Zgromadzenia Reprezentantów. W latach 1992–1998 był gubernatorem prowincji Sala, a następnie został gubernatorem regionu Dukkala-Abda i jednocześnie prowincji Safi. W latach 2002–2007 był ministrem zdrowia w rządzie premiera Drissa Jettou. 13 października 2009 został wybrany na stanowisko przewodniczącego Zgromadzenia Radców. Od 2009 do 19 lutego 2012 roku był sekretarzem generalnym partii Autentyczność i Nowoczesność, ugrupowania politycznego uważanego za blisko powiązane z dworem króla Muhammada VI.